# 時光之輪 (電視劇)
《時光之輪》（英語：The Wheel of Time）是一部奇幻類型的美國網路影集，改編自羅伯特·喬丹創作的同名小說系列。羅莎蒙·派克領銜出演女主角沐瑞·達歐崔。影集由索尼影視電視和亞馬遜工作室聯合製作，拉夫·朱德金斯擔當節目統籌。第一季於2021年11月19日在亞馬遜影片首播，共8集，2021年12月24日完結。2021年5月，在影集首播之前，亞馬遜預訂第二季。

## 劇情
女性組織「兩儀師」成員沐瑞與五名年輕人共同踏上冒險旅程。沐瑞認為他們中的一人是強大力量的轉世，預言中他們將拯救或摧毀世界。

## 演員與角色

### 主要角色
- 羅莎蒙·派克 飾演 沐瑞·達歐崔（Moiraine Damodred）：藍宗兩儀師[2]。

- 丹尼爾·海尼 飾演 亞嵐·人龍（al'Lan Mandragoran）[3]

- 柔依·羅賓斯（英语：Zoë Robins） 飾演 奈妮薇·愛米拉（Nynaeve al'Meara）[4]

- 瑪德琳·麥登（英语：Madeleine Madden） 飾演 艾雯·艾威爾（Egwene al'Vere）[4]

- 約書亞·史特拉多夫斯基（英语：Josha Stradowski） 飾演 蘭德·亞瑟（Rand al'Thor）[4]

- 馬庫斯·盧瑟福（英语：Marcus Rutherford） 飾演 佩林·艾巴亞（Perrin Aybara）[4]

- 巴尼·哈里斯（英语：Barney Harris）和多納爾·芬恩（英语：Dónal Finn） 飾演 麥特·考松（Mat Cauthon）：蘭德的好友。哈里斯在第一季中出演該角色[4]，芬恩在第二季中出演該角色[5]。

- 凱特·弗黎特伍德（英语：Kate Fleetwood） 飾演 莉亞薰·吉拉雷（Liandrin Guirale）：兩儀師[6]。

- 佩麗蘭卡·伯斯（英语：Priyanka Bose） 飾演 艾拉娜·摩斯凡妮（Alanna Mosvani）：兩儀師[7]。

### 常設角色
- 海倫娜·韋斯特曼（英语：Helena Westerman） 飾演 萊拉·迪恩（Laila Dearn）

- 洛麗塔·查卡巴蒂（英语：Lolita Chakrabarti） 飾演 瑪琳·艾威爾（Marin al'Vere）：艾雯·艾威爾的母親[7]。

- 麥可·圖阿因（Michael Tuahine） 飾演 布朗·艾威爾（Bran al'Vere）：艾雯·艾威爾的父親，瑪琳的丈夫[7]。

- 麥可·麥艾爾哈頓（英语：Michael McElhatton） 飾演 譚姆·亞瑟（Tam al'Thor）：蘭德的養父[8]。

- 約翰·梅耶斯（Johann Myers） 飾演 帕登·范（Padan Fain）：販貨郎[9]。

- 娜娜·阿吉伊·阿姆帕杜（英语：Naana Agyei Ampadu） 飾演 丹雅（Danya）

- 曼迪·西蒙茲（Mandi Symonds） 飾演 黛斯·康加（Daise Congar）[7]

- 大衛·斯特恩（英语：David Sterne） 飾演 森布（Cenn Buie）[7]

- 茱利葉特·霍蘭德（Juliet Howland） 飾演 奈蒂·考松（Natti Cauthon）：麥特·考松的母親，亞貝·考松的妻子[7]。

- 克里斯多佛·塞埃瑞夫（Christopher Sciueref） 飾演 亞貝·考松（Abell Cauthon）：麥特·考松的父親[7]。

- 彼得·西姆卡克（英语：Petr Simcák） 飾演 湯姆·塔恩（Tom Thane）

- 利蒂亞娜·比烏塔納塞娃（英语：Litiana Biutanaseva） 飾演 博德·考松（Bode Cauthon）

- 莉莉貝特·比烏塔納塞娃（英语：Lilibet Bituanaseva） 飾演 艾德林·考松（Eldrin Cauthon）

- 阿卜杜勒·薩利斯 飾演 艾阿蒙·瓦達（Eamon Valda）：白袍眾，聖光之子的指揮官[10]。

- 斯圖爾特·格雷厄姆（英语：Stuart Graham (actor)） 飾演 傑夫拉·伯恩哈（Geofram Bornhald）：白袍眾，聖光之子的指揮官[10]。

- 皮爾斯·奎格利（英语：Pearce Quigley） 飾演 海塔爾先生（Master Hightower）

- 亞歷山大·維爾奧姆（Alexandre Willaume） 飾演 湯姆·摩利林（Thom Merrilin）：走唱人[9]。

- 艾瓦羅·莫特（英语：Álvaro Morte） 飾演 洛根·亞伯拉（Logain Ablar）：一名偽龍[9]。

- 克萊爾·柏金斯（英语：Clare Perkins） 飾演 凱琳娜·那卡西（Kerene Nagashi）：兩儀師[11]。

- 伊祖卡·霍伊爾（英语：Izuka Hoyle） 飾演 達娜（Dana）

- 彼得·法蘭森（英语：Peter Franzén） 飾演 史蒂芬（Stepin）：護法[11]。

- 達里爾·麥柯馬克（英语：Daryl McCormack） 飾演 亞藍（Aram）：匠民[6][12]。

- 納林德·山姆拉（Narinder Samra） 飾演 林（Raen）：匠民隊伍的首領[12]。

- 瑪莉亞·杜爾尼·肯尼迪（英语：Jennifer Cheon Garcia） 飾演 靄拉（Illa）：匠民，林的妻子[6][12]。

- 泰勒·納皮爾（Taylor Napier） 飾演 馬克西姆（Maksim）：艾拉娜的護法[7]。

### 尚未出現角色
- 哈梅德·安尼馬沙恩（Hammed Animashaun） 飾演 羅亞爾（Loial）：巨森靈[9]。

- 珍妮佛·奇恩·賈西亞（Jennifer Cheon Garcia） 飾演 莉安·沙瑞福（Leane Sharif）：兩儀師[6]。

- 艾曼紐·伊曼尼（Emmanuel Imani） 飾演 伊萬（Ihvon）：艾拉娜的護法[7]。

- 凱·亞歷山大（英语：Kae Alexander） 飾演 明·法薩維（Min Farshaw）[11]

- 蘇菲·歐克妮多 飾演 史汪·桑辰（Siuan Sanche）：兩儀師[11]。

- 帕夏·博卡瑞（Pasha Bocarie） 飾演 格林維先生（Master Grinwell）[10]

- 珍妮弗·K·普雷斯頓（Jennifer K Preston） 飾演 格林維太太（Mistress Grinwell）[10]

- 戴倫·克拉克（Darren Clarke） 飾演 貝瑟·吉爾（Basel Gill）[10]

## 集數

### 第一季
| 總集數 | 集數 | 標題 | 譯名       | 導演            | 編劇               | 上線日期       |
| ------ | ---- | ---- | ---------- | --------------- | ------------------ | -------------- |
| 1      | 1    |      | 告別       | 烏塔·布里斯魏茲 | 拉夫·朱德金斯      | 2021年11月19日 |
| 2      | 2    |      | 闇影的等待 | 烏塔·布里斯魏茲 | 阿曼達·凱特·舒曼   | 2021年11月19日 |
| 3      | 3    |      | 安全的地方 | 韋恩·葉         | 克拉克森兄弟       | 2021年11月19日 |
| 4      | 4    |      | 真龍轉生   | 韋恩·葉         | 戴夫·希爾          | 2021年11月26日 |
| 5      | 5    |      | 血呼喚血   | 莎莉·理查德森   | 席琳·宋            | 2021年12月3日  |
| 6      | 6    |      | 塔瓦隆之焰 | 莎莉·理查德森   | 賈斯汀·朱爾·吉爾默 | 2021年12月10日 |
| 7      | 7    |      | 道中的黑暗 | 克萊恩·唐納利   | 待定               | 2021年12月17日 |
| 8      | 8    |      | 世界之眼   | 克萊恩·唐納利   | 拉夫·朱德金斯      | 2021年12月24日 |

### 第二季
| 總集數 | 集數 | 標題   | 譯名   | 導演 | 編劇             | 上線日期     |
| ------ | ---- | ------ | ------ | ---- | ---------------- | ------------ |
| 9      | 1    | [ 16 ] | 待公佈 | 待定 | 阿曼達·凱特·舒曼 | 2023年9月1日 |

## 製作

### 背景
2000年，美國國家廣播公司獲得了羅伯特·喬丹創作的《時光之輪》系列小說的影視改編權，但最終沒能製作。2004年，羅伯特·喬丹將作品的影視、遊戲以及漫畫改編權出售給製作公司紅鷹娛樂（Red Eagle Entertainment）。2015年，紅鷹娛樂為繼續持有改編權，向有線電視台FXX付費購買播出時間，播出了時長22分鐘的試播集，由比利·贊恩和馬克斯·賴恩主演。隨後，由於羅伯特·喬丹的遺孀哈麗特·麥克杜格爾（Harriet McDougal）對該試播集作出的評論，紅鷹娛樂向她提出訴訟，於2016年結案。

### 開發
2017年4月20日，消息稱索尼影視電視與紅鷹娛樂以及雷達影視（Radar Pictures）共同製作一部系列小說改編的影視劇。拉夫·朱德金斯將擔當節目統籌，並與瑞克·瑟韋奇（Rick Selvage）、拉里·蒙德拉貢（Larry Mondragon）、泰德·菲爾德、麥克·韋伯（Mike Weber）和達倫·萊姆克共同出任執行製片人，哈麗特·麥克杜格爾擔當顧問製片人。
2018年10月2日，亞馬遜宣佈預訂影集，並且亞馬遜工作室將參與製作。2019年2月19日，烏塔·布里斯魏茲確認執導前兩集。2021年5月20日，在影集首播之前，亞馬遜預訂第二季。

### 選角

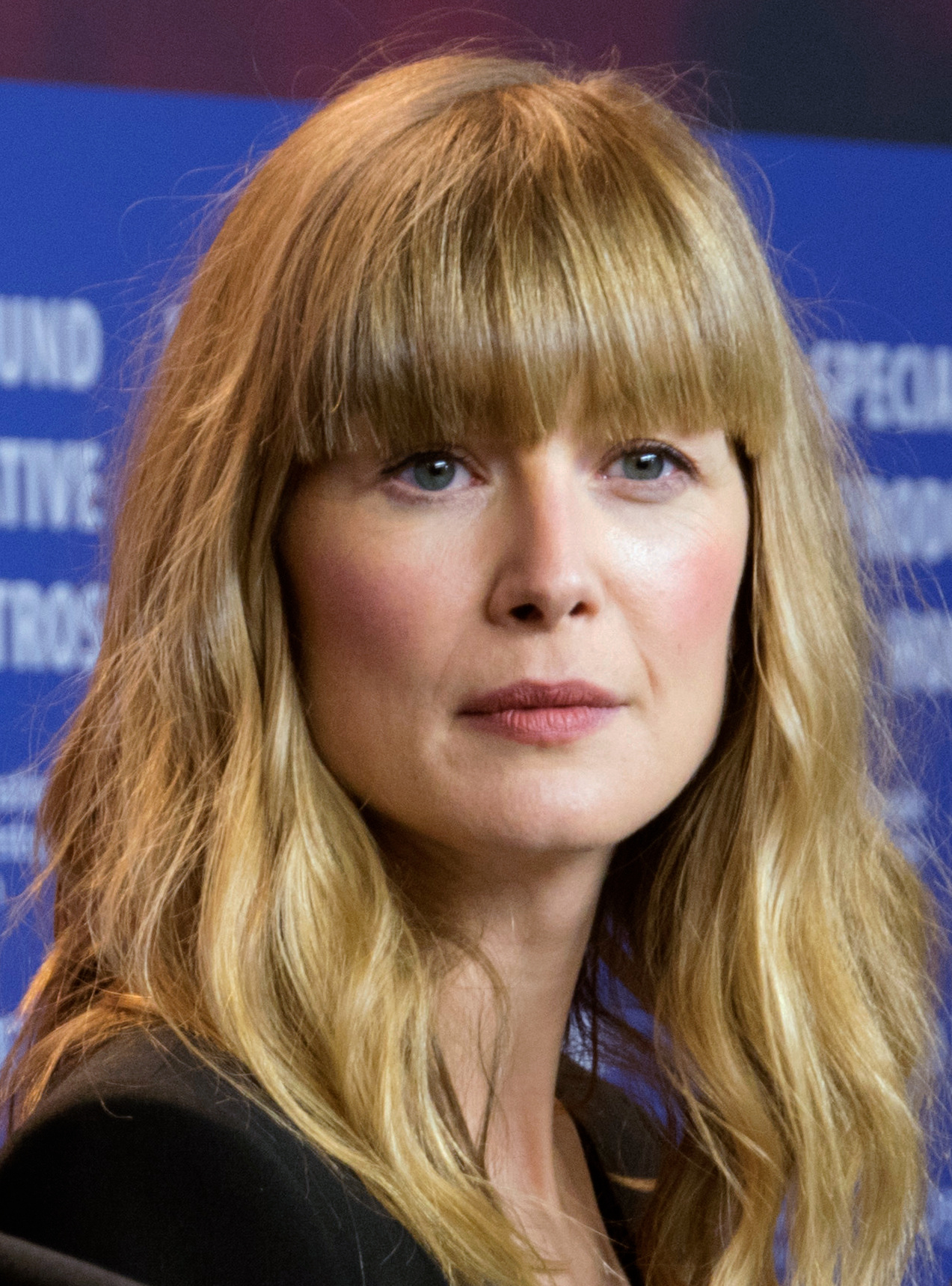
羅莎蒙·派克領銜出演女主角沐瑞·達歐崔

2019年6月，羅莎蒙·派克確定出演女主角沐瑞·達歐崔（Moiraine Damodred）。8月，約書亞·史特拉多夫斯基確定出演蘭德·亞瑟（Rand al'Thor），馬庫斯·盧瑟福確定出演佩林·艾巴亞（Perrin Aybara），柔依·羅賓斯確定出演奈妮薇·愛米拉（Nynaeve al'Meara），巴尼·哈里斯確定出演麥特·考松（Mat Cauthon），瑪德琳·麥登確定出演艾雯·艾威爾（Egwene al'Vere）。9月，丹尼爾·海尼確定出演亞嵐·人龍（al'Lan Mandragoran）。11月，麥可·麥艾爾哈頓確認出演譚姆·亞瑟（Tam al'Thor）。12月，艾瓦羅·莫特確定出演洛根·亞伯拉（Logain Ablar），哈梅德·安尼馬沙恩（Hammed Animashaun）確定出演羅亞爾（Loial），亞歷山大·維爾奧姆（Alexandre Willaume）確定出演湯姆·摩利林（Thom Merrilin），約翰·梅耶斯（Johann Myers）確定出演帕登·范（Padan Fain）。
2020年1月，凱特·弗黎特伍德、達里爾·麥柯馬克、珍妮佛·奇恩·賈西亞（Jennifer Cheon Garcia）和瑪莉亞·杜爾尼·肯尼迪確定參演影集，凱特·弗黎特伍德和珍妮佛·奇恩·賈西亞分別出演兩儀師莉亞薰·吉拉雷（Liandrin Guirale）和莉安·沙瑞福（Leane Sharif）。6月，佩麗蘭卡·伯斯確定出演兩儀師艾拉娜·摩斯凡妮（Alanna Mosvani），艾曼紐·伊曼尼（Emmanuel Imani）和泰勒·納皮爾（Taylor Napier）分別出演艾拉娜的護法伊萬（Ihvon）和馬克西姆（Maksim）。克里斯多佛·塞埃瑞夫（Christopher Sciueref）確定出演麥特·考松的父親亞貝·考松（Abell Cauthon），茱利葉特·霍蘭德（Juliet Howland）確定出演麥特·考松的母親奈蒂·考松（Natti Cauthon），曼迪·西蒙茲（Mandi Symonds）確定出演黛斯·康加（Daise Congar），洛麗塔·查卡巴蒂確定出演艾雯·艾威爾的母親瑪琳·艾威爾（Marin al'Vere），麥可·圖阿因（Michael Tuahine）確定出演艾雯·艾威爾的父親布朗·艾威爾（Bran al'Vere），大衛·斯特恩確定出演森布（Cenn Buie）。7月，阿卜杜勒·薩利斯和斯圖爾特·格雷厄姆分別出演白袍眾艾阿蒙·瓦達（Eamon Valda）和傑夫拉·伯恩哈（Geofram Bornhald）。帕夏·博卡瑞（Pasha Bocarie）確定出演格林維先生（Master Grinwell），珍妮弗·K·普雷斯頓（Jennifer K Preston）確定出演格林維太太（Mistress Grinwell），戴倫·克拉克（Darren Clarke）確定出演貝瑟·吉爾（Basel Gill）。瑪莉亞·杜爾尼·肯尼迪確定出演靄拉（Ila / Illa），達里爾·麥柯馬克確定出演亞藍（Aram），納林德·山姆拉（Narinder Samra）確定出演林（Raen）。8月，凱·亞歷山大確定出演明·法薩維（Min Farshaw），蘇菲·歐克妮多確定出演史汪·桑辰（Siuan Sanche），克萊爾·柏金斯確定出演凱琳娜·那卡西（Kerene Nagashi），彼得·法蘭森確定出演史蒂芬（Stepin）。

### 拍攝
影集的主體拍攝於2019年9月16日在捷克布拉格等地開機。2020年3月，因應2019冠狀病毒病疫情，製作組暫停拍攝作業。第一季於2021年5月殺青。2021年7月19日，製作組開機拍攝第二季。

## 市場營銷
2021年4月至5月，《時光之輪》的官方Twitter帳號陸續發布前導預告短片。2021年6月29日，亞馬遜公布影集的官方標誌。2021年9月2日，亞馬遜釋出正式預告片。

## 發行
《時光之輪》第一季於2021年11月19日在亞馬遜影片首播，共8集，2021年12月24日完結。

## 迴響
| 季數 | 季數 | 爛番茄          | Metacritic     |
| ---- | ---- | --------------- | -------------- |
|      | 1    | 72%（58篇評論） | 55（21篇評論） |

根据評論匯總网站爛番茄汇总的58篇评论文章，72%的评论家给予该作正面评价，平均打分为7.00分（满分10分）。该网站总结的评论家共识是“y”。《時光之輪》在Metacritic網站上得到「混合或中等評價」，獲得了55/100分（21位影評人）。

## 資料來源
1. 1 2 3 4  White, Peter. . Deadline Hollywood. 2018-10-02  [2018-10-02]. （原始内容存档于2018-10-02） （美国英语）.
2. 1 2  Petski, Denise. . Deadline Hollywood. 2019-06-19  [2019-07-01]. （原始内容存档于2019-06-23） （美国英语）.
3. 1 2  Purslow, Matt. . IGN. 2019-09-04  [2019-09-04]. （原始内容存档于2019-09-04） （美国英语）.
4. 1 2 3 4 5 6  Otterson, Joe. . Variety. 2019-08-14  [2019-08-15]. （原始内容存档于2020-06-09） （美国英语）.
5. ↑  Andreeva, Nellie. . Deadline Hollywood. September 20, 2021  [September 20, 2021]. （原始内容存档于September 20, 2021） （美国英语）.
6. 1 2 3 4 5  Denzel, Jason. . Dragonmount. 2020-01-22  [2020-06-25]. （原始内容存档于2020-09-14） （美国英语）.
7. 1 2 3 4 5 6 7 8 9 10 11  . Dragonmount. 2019-12-24  [2020-06-25]. （原始内容存档于2020-06-27） （美国英语）.
8. 1 2  Smith, Andrew. . IGN. 2019-11-06  [2019-11-07]. （原始内容存档于2019-11-08） （美国英语）.
9. 1 2 3 4 5  Pedersen, Erik. . Deadline Hollywood. 2019-12-04  [2019-12-04]. （原始内容存档于2019-12-04） （美国英语）.
10. 1 2 3 4 5 6 7  Asher-Perrin, Emmet. . Tor. 2020-07-01  [2020-07-01]. （原始内容存档于2020-07-01） （美国英语）.
11. 1 2 3 4 5  Sedai, Mashiara. . Dragonmount. 2020-08-20  [2020-08-20]. （原始内容存档于2021-04-17） （美国英语）.
12. 1 2 3 4  Flook, Ray. . Bleeding Cool. 2020-07-22  [2020-07-22]. （原始内容存档于2020-07-23） （美国英语）.
13. 1 2  . Writers Guild of America West.   [2020-12-18]. （原始内容存档于2020-09-14） （美国英语）.
14. ↑  . Amazon Prime.   [2021-11-19]. （原始内容存档于2021-12-07） （中文（臺灣））.
15. ↑  . The Futon Critic.   [2021-09-02].
16. 1 2 3  Ratcliffe, Amy. . Nerdist. 2021-05-20  [2021-05-20]. （原始内容存档于2021-07-19） （美国英语）.
17. ↑  Gartenberg, Chaim. . The Verge. 2015-02-09  [2018-10-02]. （原始内容存档于2018-10-03） （美国英语）.
18. ↑  Gardner, Eriq. . The Hollywood Reporter. 2015-02-13  [2018-10-02]. （原始内容存档于2018-10-02） （美国英语）.
19. ↑  Trendacosta, Katharine. . io9. 2016-04-28  [2018-10-02]. （原始内容存档于2018-10-02） （美国英语）.
20. ↑  Otterson, Joe. . Variety. 2017-04-20  [2018-10-02]. （原始内容存档于2018-09-24） （美国英语）.
21. ↑  Ritman, Alex. . The Hollywood Reporter. 2018-10-02  [2018-10-02]. （原始内容存档于2018-10-02） （美国英语）.
22. ↑  Keslassy, Elsa. . Variety. 2018-10-02  [2018-10-02]. （原始内容存档于2018-10-02） （美国英语）.
23. ↑  Andreeva, Nellie; Petski, Denise. . Deadline. 2019-02-19  [2019-05-19]. （原始内容存档于2019-03-22） （美国英语）.
24. ↑  White, Peter. . Deadline Hollywood. 2021-05-20  [2021-05-20]. （原始内容存档于2021-05-20） （美国英语）.
25. ↑  LOVETT, JAMIE. . comicbook.com. 2019-01-31  [2019-08-15]. （原始内容存档于2019-08-15） （美国英语）.
26. ↑  @WoTonPrime.  (推文). 2019-09-16  [2019-09-18] –Twitter （美国英语）.
27. ↑  Vourlias, Christopher. . Variety. 2020-03-13  [2020-03-15]. （原始内容存档于2020-03-14） （美国英语）.
28. ↑  Hoffer, Christian. . Comicbook.com. ViacomCBS. 2021-07-19  [2021-07-21]. （原始内容存档于2021-07-19） （美国英语）.
29. ↑  The Wheel of Time [@TheWheelOfTime].  (推文). 2021-04-28  [2021-07-01] –Twitter （美国英语）.
30. ↑  The Wheel of Time [@TheWheelOfTime].  (推文). 2021-03-17  [2021-07-01] –Twitter （美国英语）.
31. ↑  The Wheel of Time [@TheWheelOfTime].  (推文). 2021-07-01  [2021-07-01] –Twitter （美国英语）.
32. 1 2  Mitovich, Matt Webb. . TVLine. 2021-09-02  [2021-09-02]. （原始内容存档于2021-09-02） （美国英语）.
33. ↑  Del Rosario, Alexandra. . Deadline Hollywood. 2021-07-23  [2021-07-23]. （原始内容存档于2021-07-23） （美国英语）.
34. 1 2  . Rotten Tomatoes. Fandango Media.   [2021-11-27] （美国英语）.
35. 1 2  . Metacritic. Red Ventures.   [2021-11-21] （美国英语）.

## 外部鏈接
- 互联网电影数据库（IMDb）上《時光之輪》的资料（英文）
- 豆瓣电影上《時光之輪》的資料 （简体中文）